# Офорт

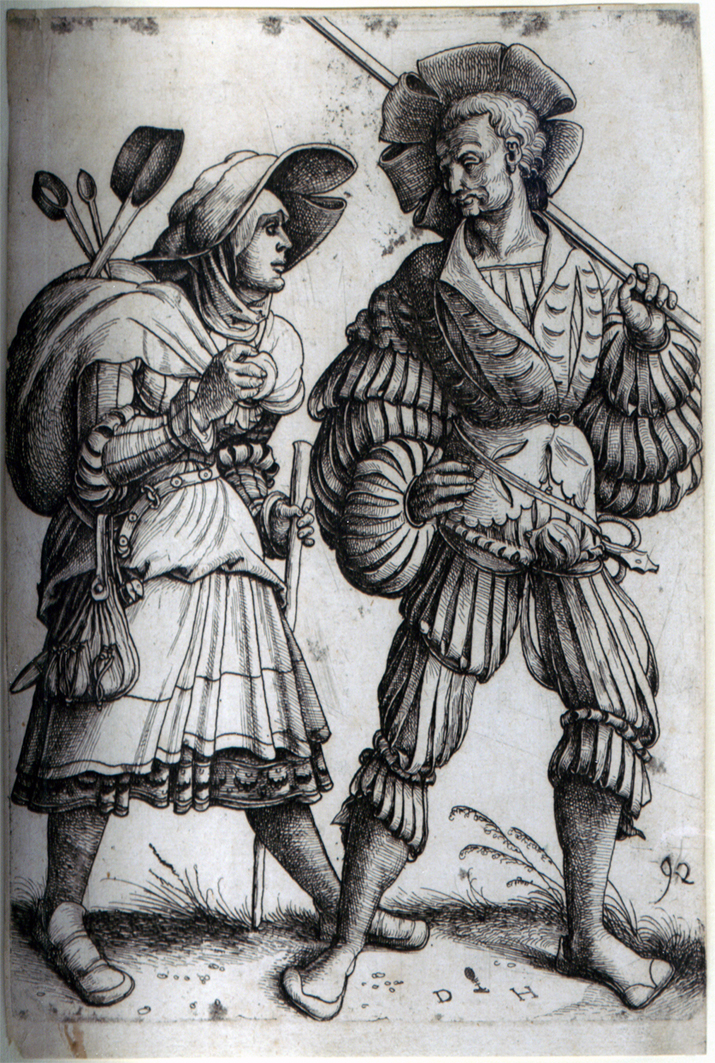
Даніель Хопфер, Солдат з дружиною

Офо́рт, іноді аквафорта (фр. eau-forte, італ. aqua-forte, дос. «міцна вода»; «азотна кислота») — різновид гравюри на металі, який дозволяє отримувати відтиски з друкарських форм, які попередньо оброблені кислотами.

## Історичні дані
На металевій дошці голкою роблять малюнок, а заглиблення елементів зображення посилюють шляхом травлення металу кислотами, витравлені місця наповнюють фарбою і на спеціальному верстаті друкують відбиток на зволоженому папері. Офорт виник у Західній Європі в 16 столітті. Цим засобом широко користувалися українські митці, зокрема Т. Шевченко.
За іншою версією офорт виник на зламі 15-16 століть і, можливо, в Німеччині. Роботи майстра з Аугсбурга Даніеля Хопфера цього часу якраз не що інше, як офорти.(Дивіться офорт Хопфера «Солдат та дружина» праворуч, підпис монограмою під ногами вояка).

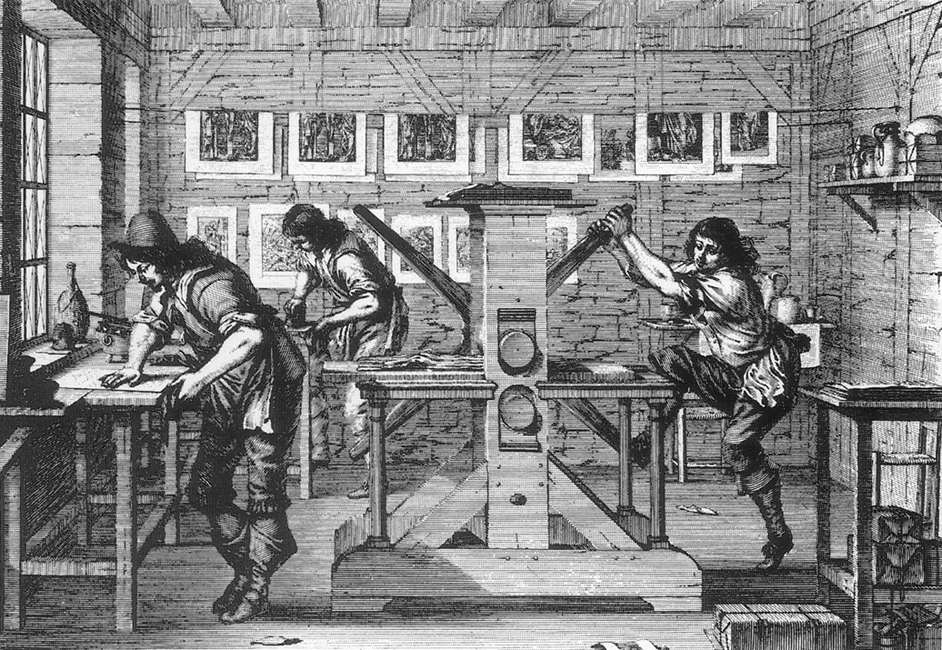
Абрахам Босс. Майстерня офортів, 1642

Допитливі італійці майже одразу запозичили цю нову техніку створення гравюр. Італії 15-16 століть належала художня ініціатива в Західній Європі. Тому навчатися сюди приїздили майстри з усіх усюд. Офорт став надбанням майже всіх розвинених країн Старого Світу. Офорти робили італійці, німці, французи, особливо багато-голландські майстри. Саме голландець зробив гравюру-портрет Богдана Хмельницького в 17 столітті.
Спочатку травленню підлягали дошки з заліза, саме ними користувався геніальний Альбрехт Дюрер(1471—1528). Але дошки з заліза швидко псуються. Більшість майстрів перейшла на дошки з міді, навіть Дюрер. В 19 ст. майстри офорту почали використовувати дошки з цинку. В Парижі 19 ст. навіть була Спілка аквафортістів , до якої належав і Йоган Бартольд Йонкінд(1819—1891), що сам створив 20 офортів.

## Офорти Рембрандта

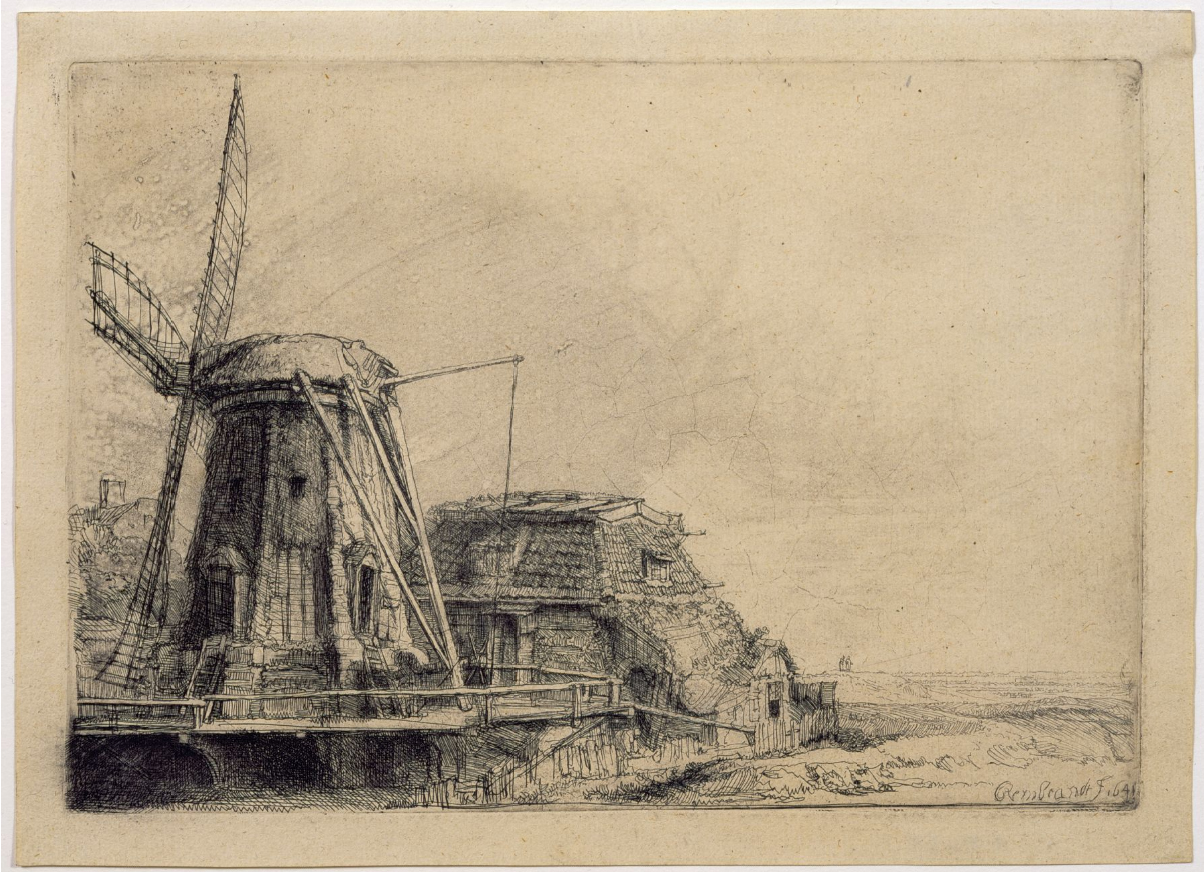
офорт «Млин-вітряк» (1641).

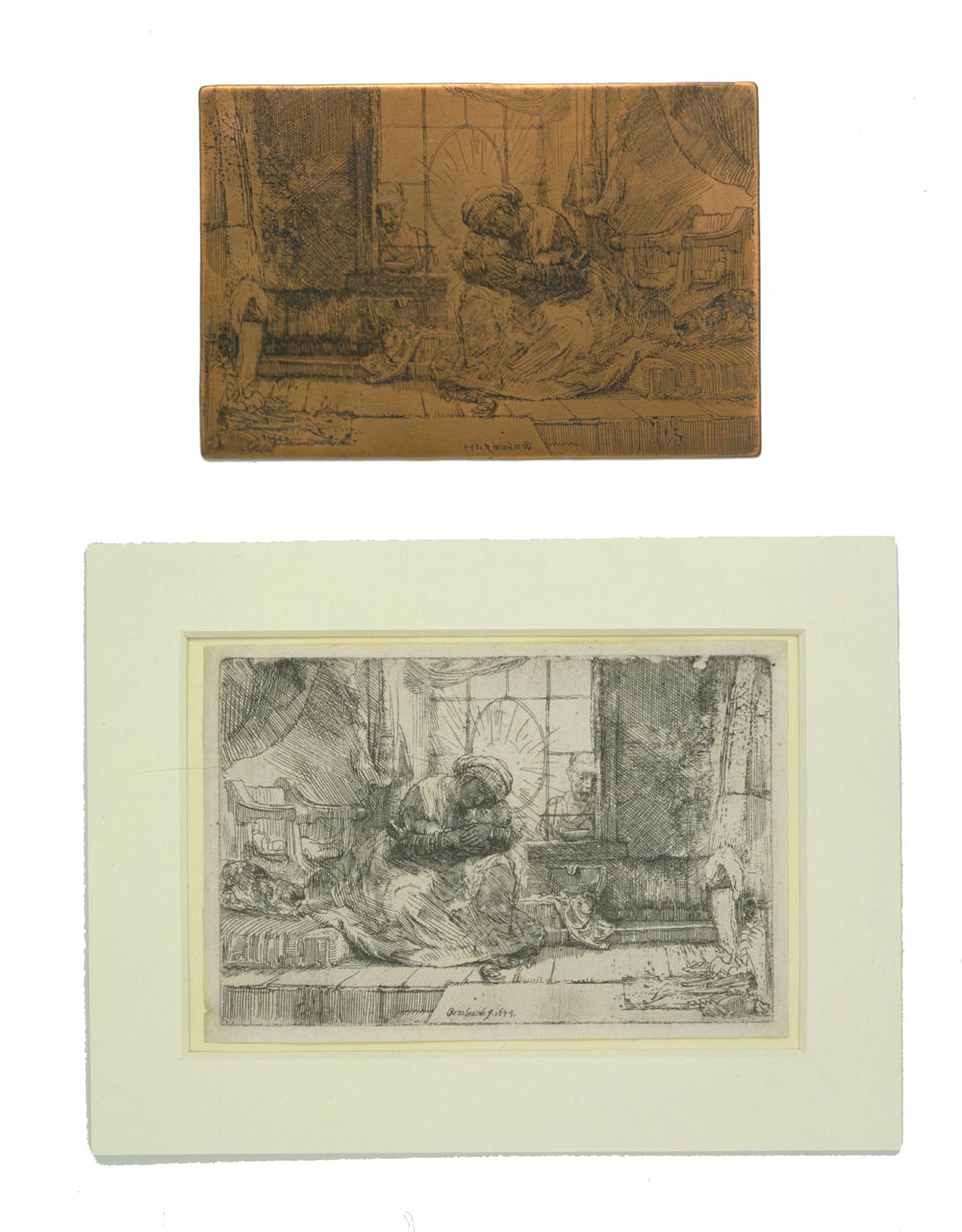
Матриця для офорту «Мадонна з немовлям та котом», мідь, твір Рембранта та відбиток офорту на папері. Музей Вікторії й Альберта Лондон.

Виникли майстри, у творчому доробку яких офорт конкурував з олійним живописом. Творчість великого голландця Рембрандта (1606—1669) неможливо уявити без офортів. А його «Три дерева», «Фауст у своєму кабінеті», «Христос в Еммаусі», «Сліпий батько відчиняє двері сину Товіту» та «Голгофа» — справжні перлини офортної техніки.
Дивовижно багату колекцію офортів Рембрандта мав колекціонер Дмитро Ровінський (1824—1895). Державний діяч Російської імперії у 1897 р. заповідав свою збірку офортів видатного голландця Імператорському Ермітажу. Його колекція налічувала триста сорок аркушів (340) і донині є найповнішою збіркою офортів майстра в Росії. За повнотою її вважають третьою у світі.

## Офорти Джованні Баттіста Піранезі

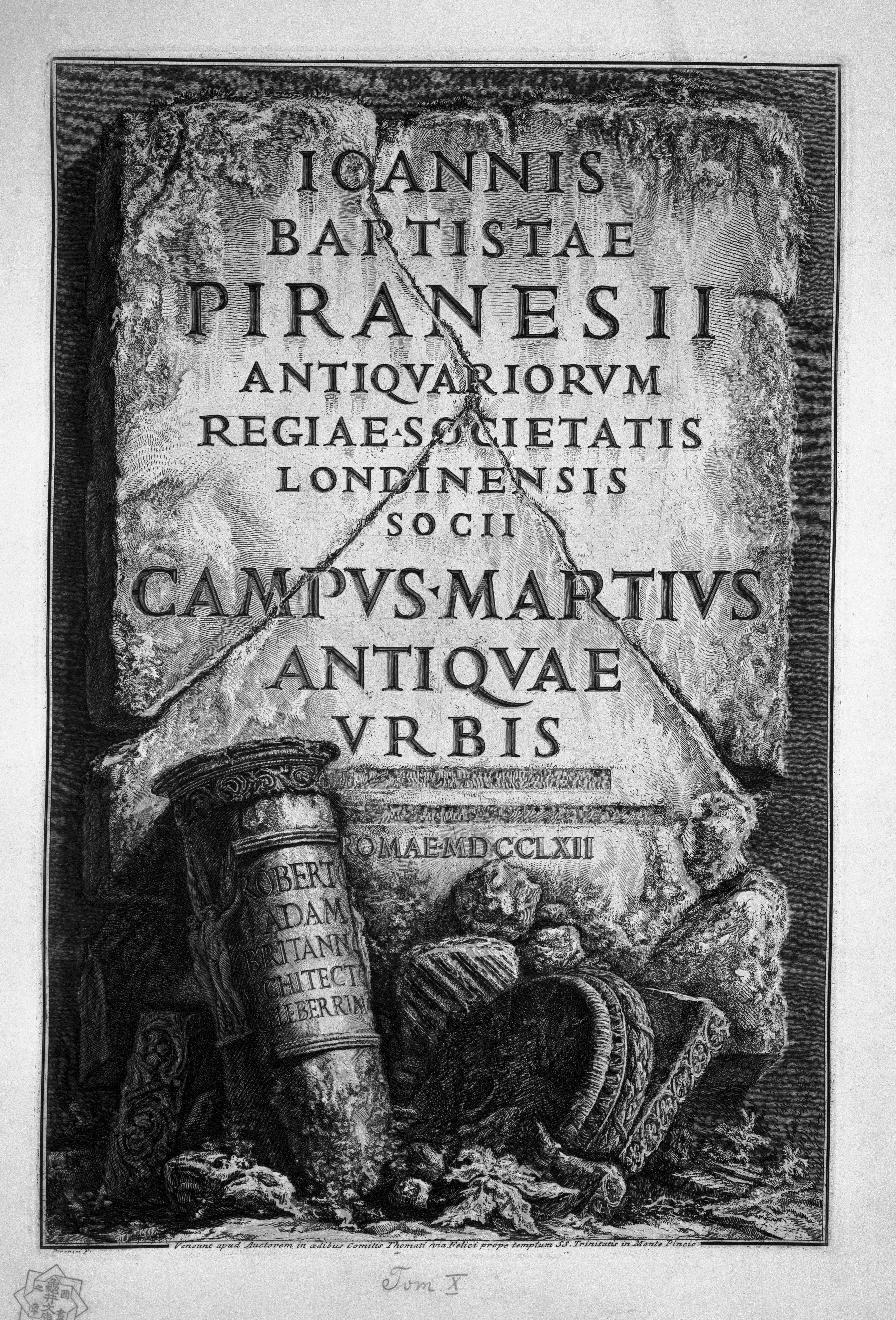
Фронтиспіс видання 1762 р.
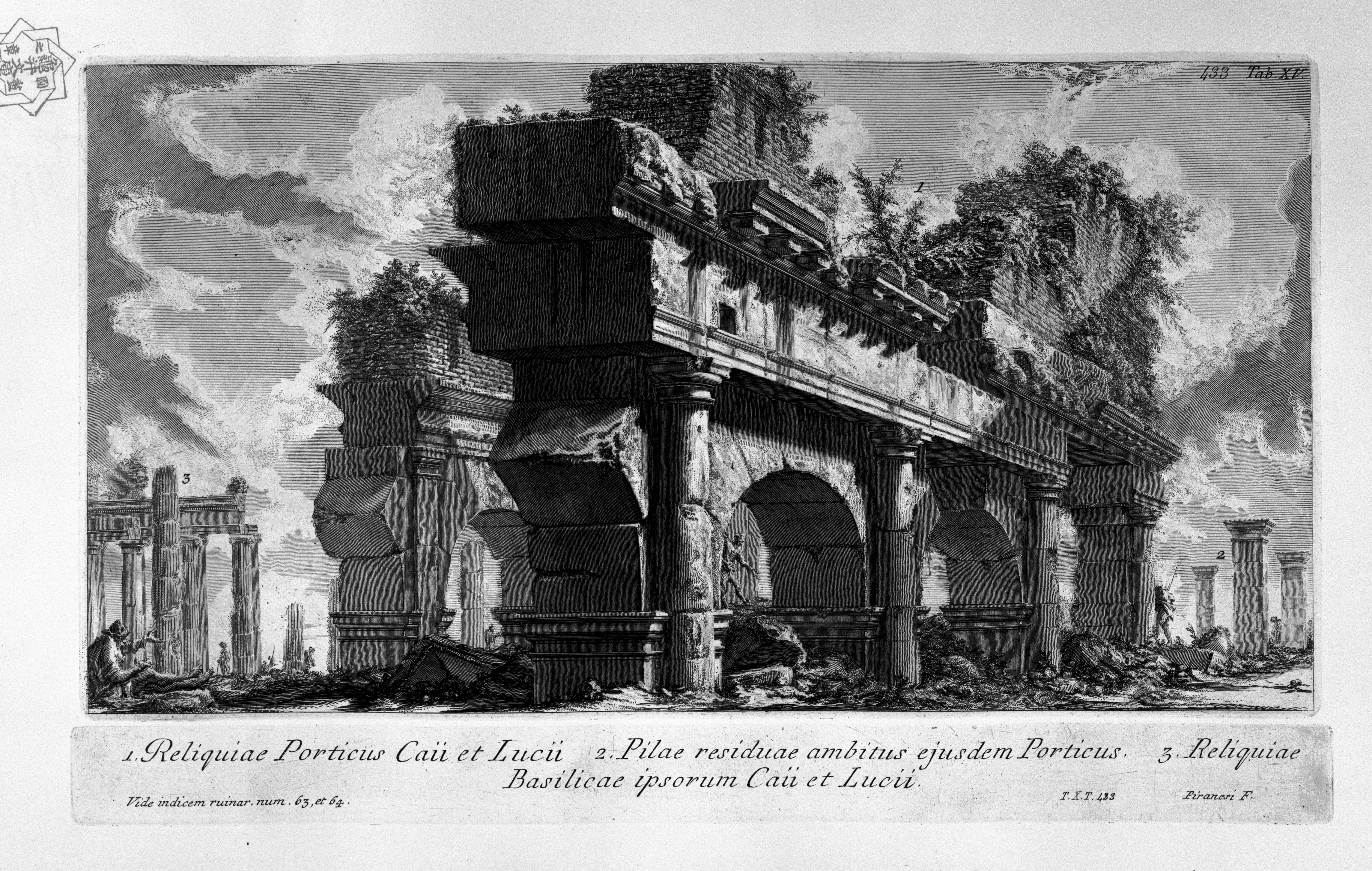
«Марсове поле, Рим»
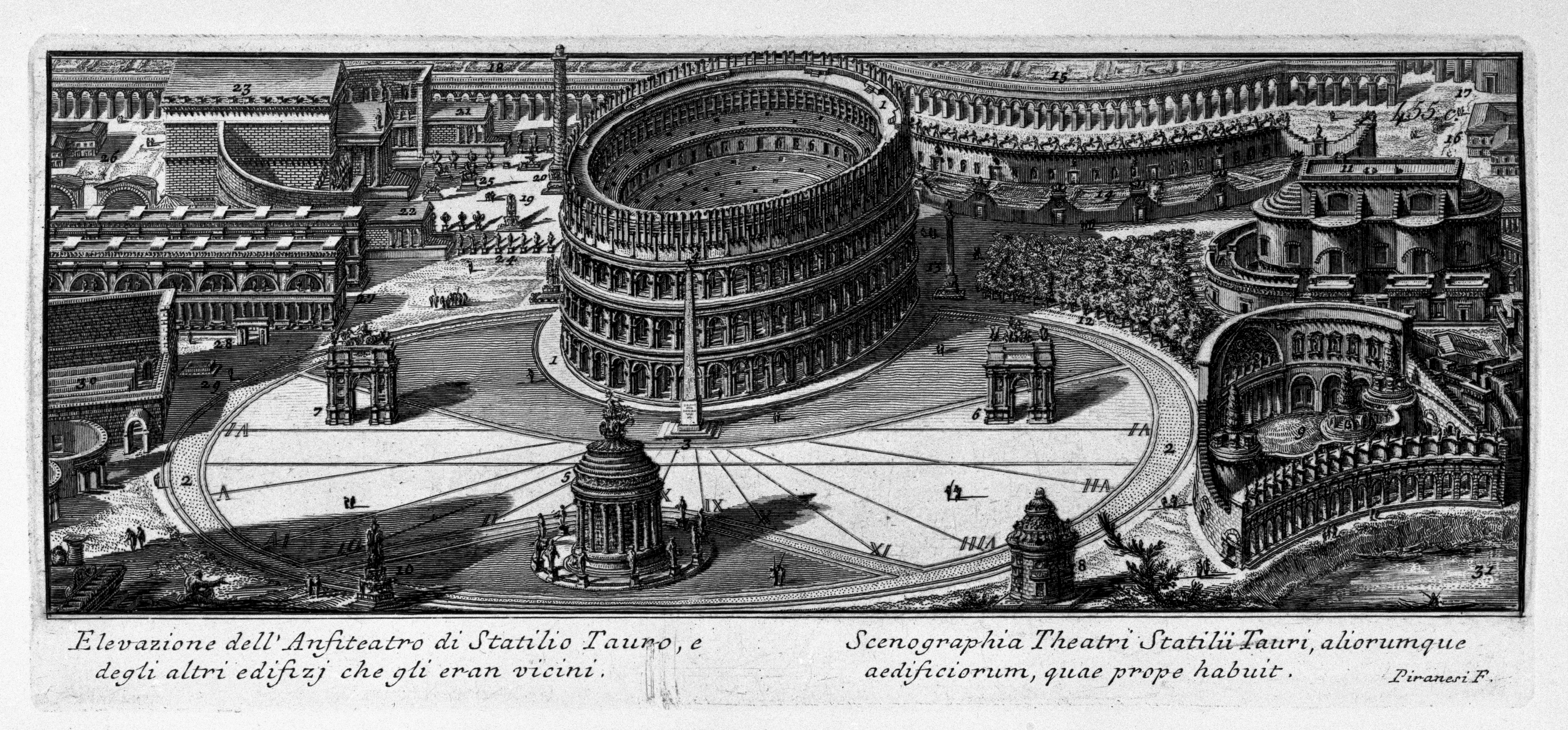
Спроба реконструкції первісного вигляду римських споруд біля Амфітеатру Тита Статилія.
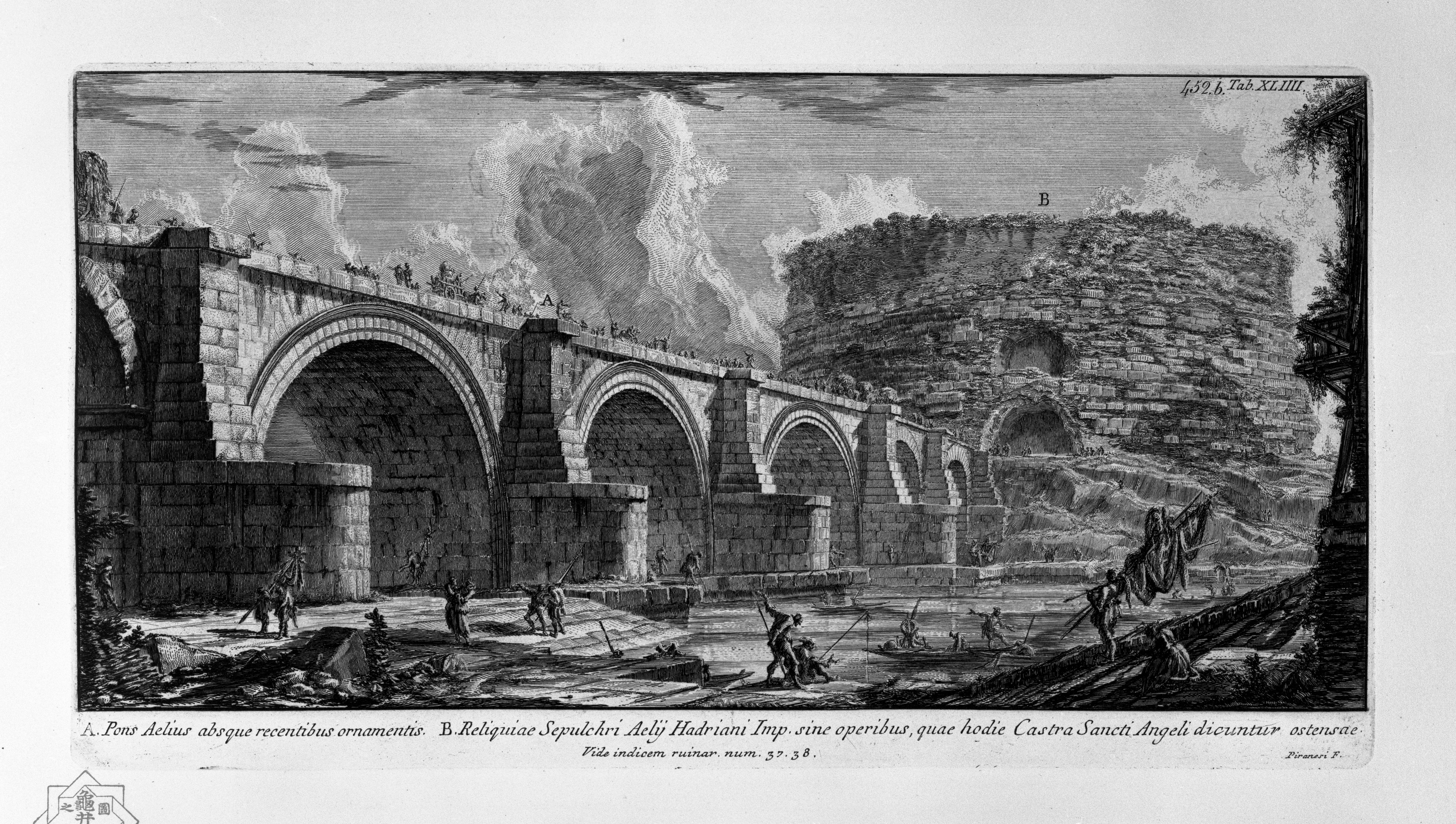
«Міст Еліус»
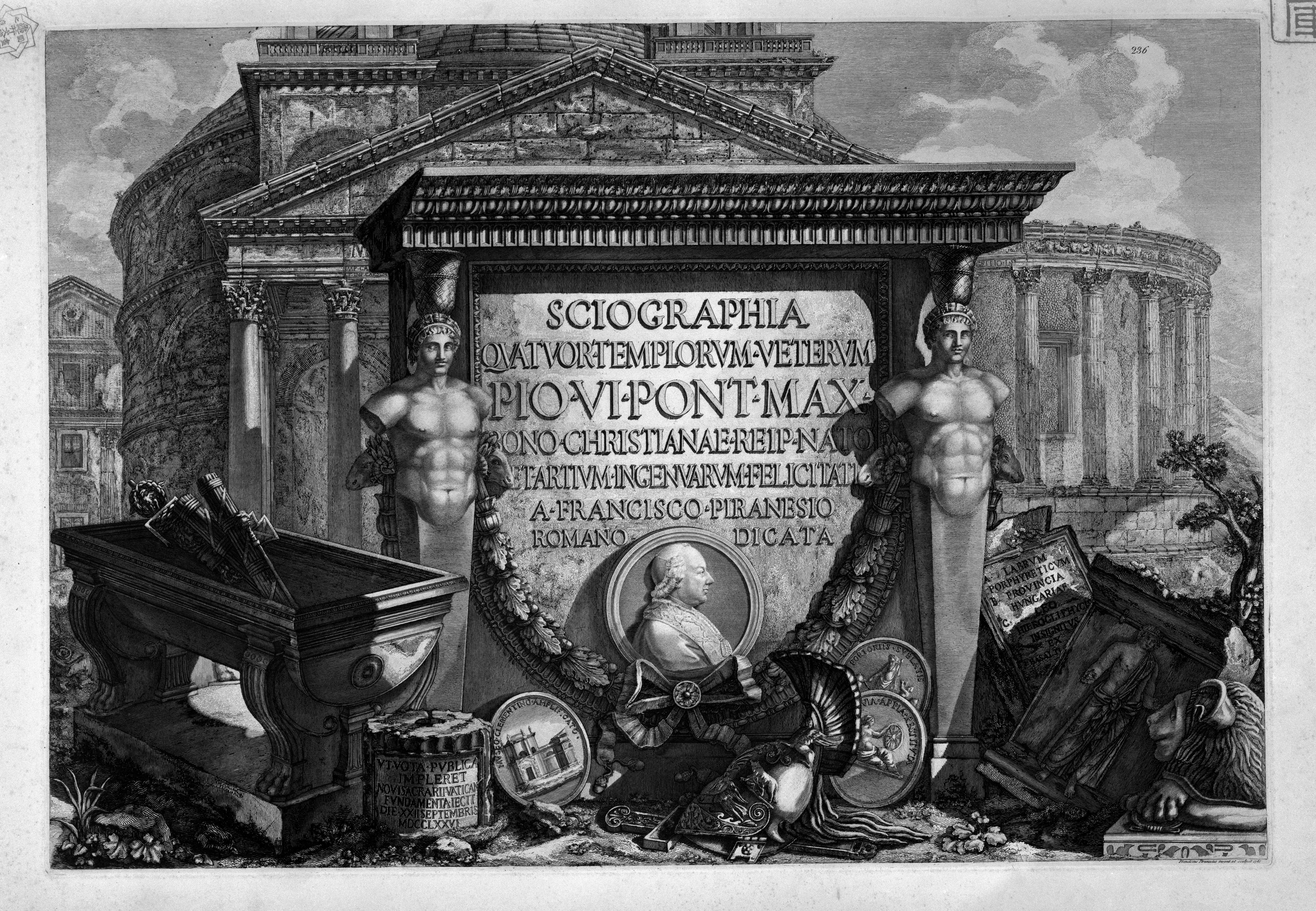
Фронтиспіс видання 1780 р.
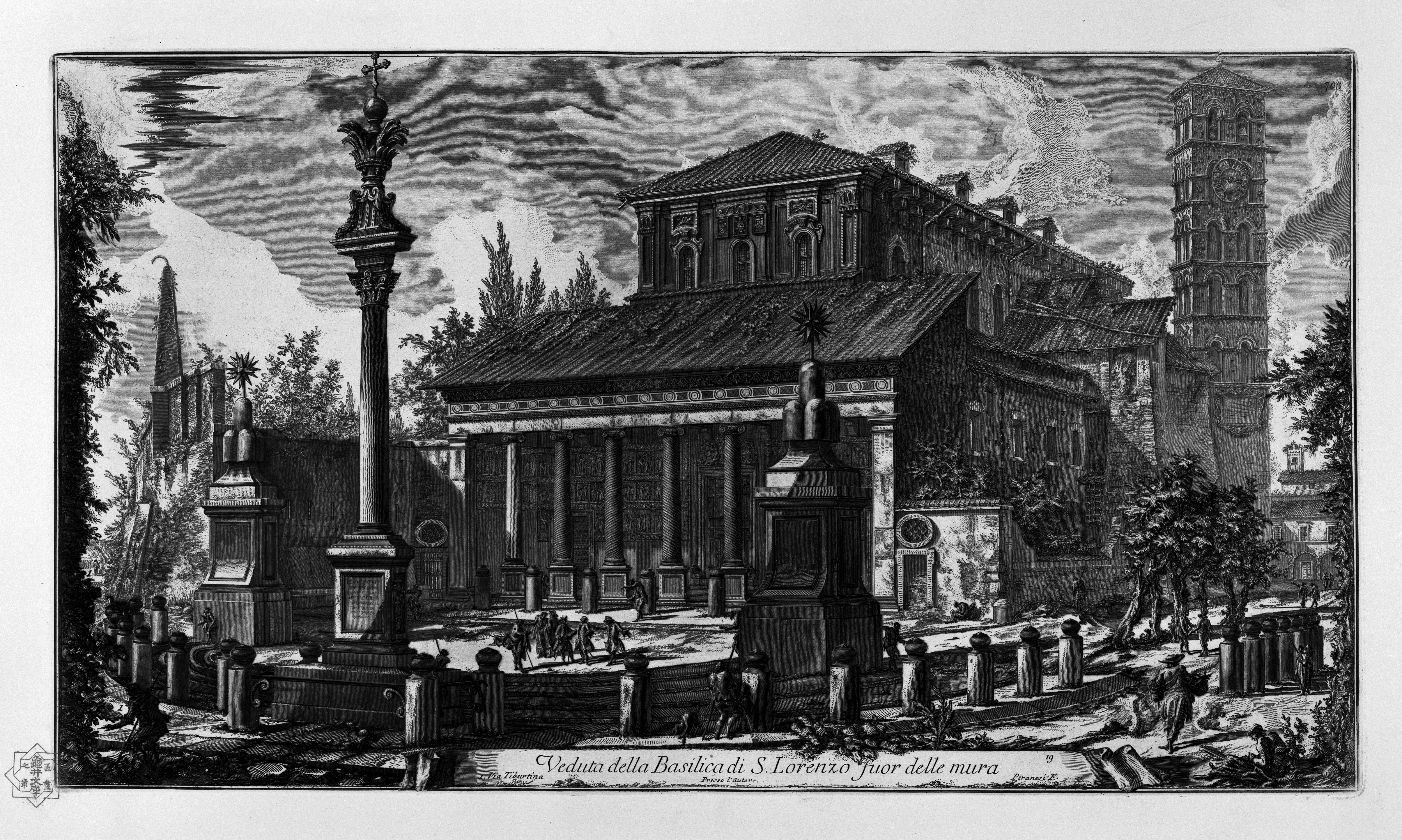
«Базиліка Сан Лоренцо фуорі ле мура», бл. 1774 р.
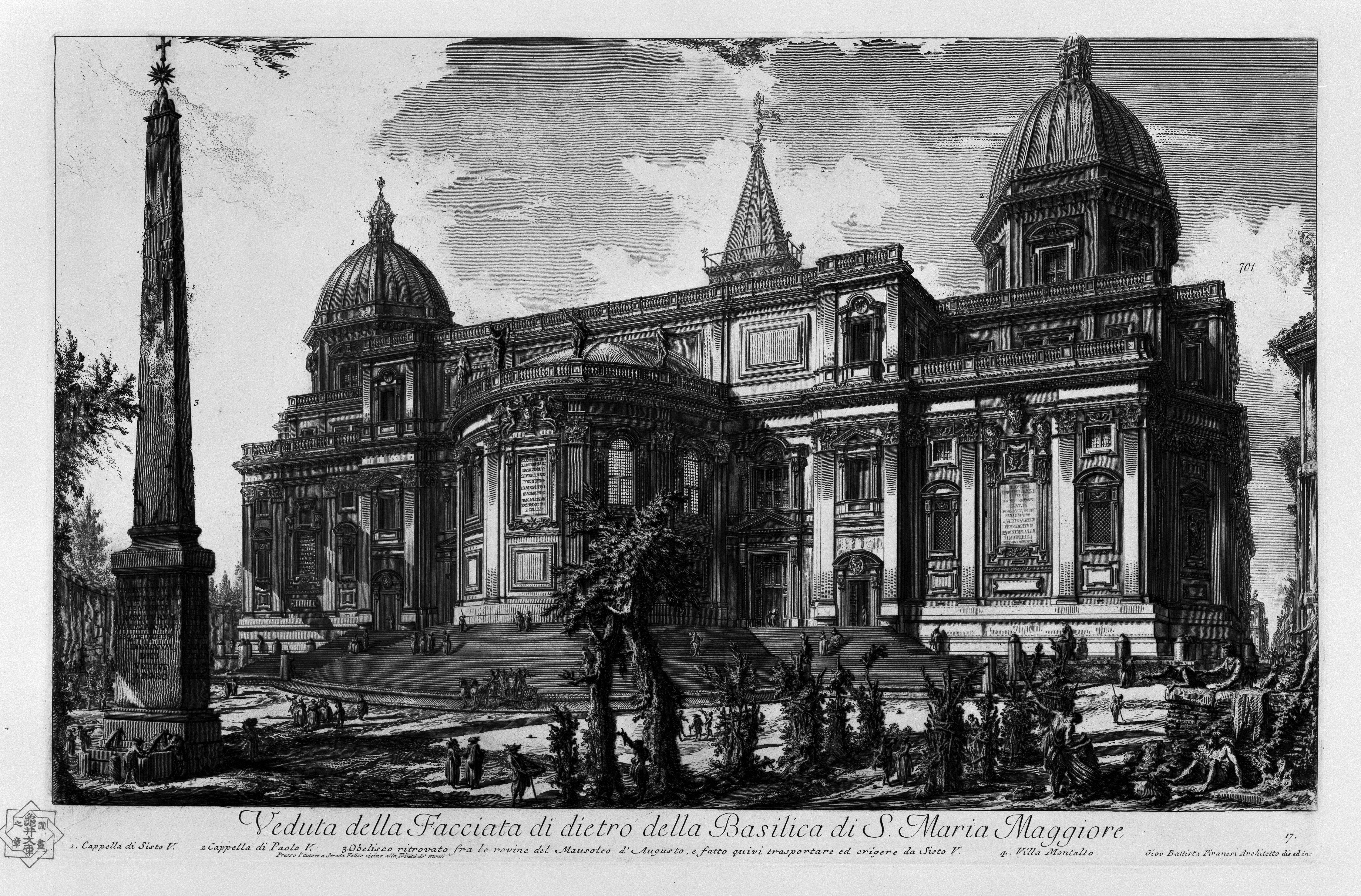
«Базиліка Санта Марія Маджоре, Рим», бл. 1774 р.
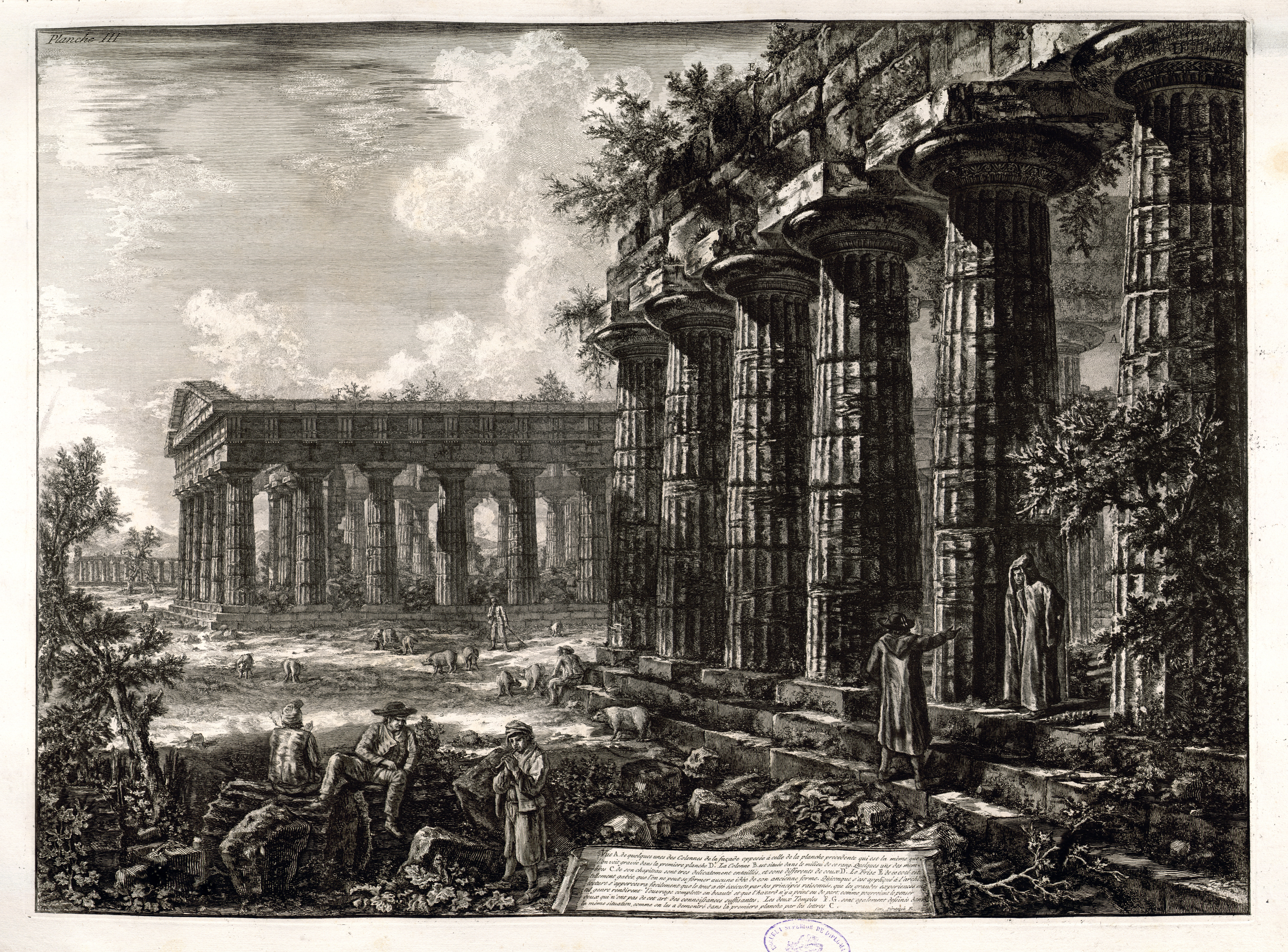
«Пестум, Давньогрецькі храми», 1778 р.

## Офорти Гойї
Ще більше значення має офорт у творчому надбанні Франсіско Гойї (1746—1828), а серія "Лихоліття війни" стала на рівні творів світового значення. Києву пощастило. 60 аркушів серії «Лихоліття війни» у 1941 р. музею Ханенків подарував добродій Михайло Шаронов, сам художник.
Частка відтворює жахи війни, де вояки калічать та страчують полонених, французи ґвалтують іспанських жінок, грабують католицькі храми Іспанії, хоча формально самі католики.
Частка показує страждання іспанського населення на захоплених територіях, голодомор в Мадриді, гори вбитих, пограбування одягу трупів мародерами, оплакування та збори померлих, сцени грубого і швидкого поховання убитих загарбників.

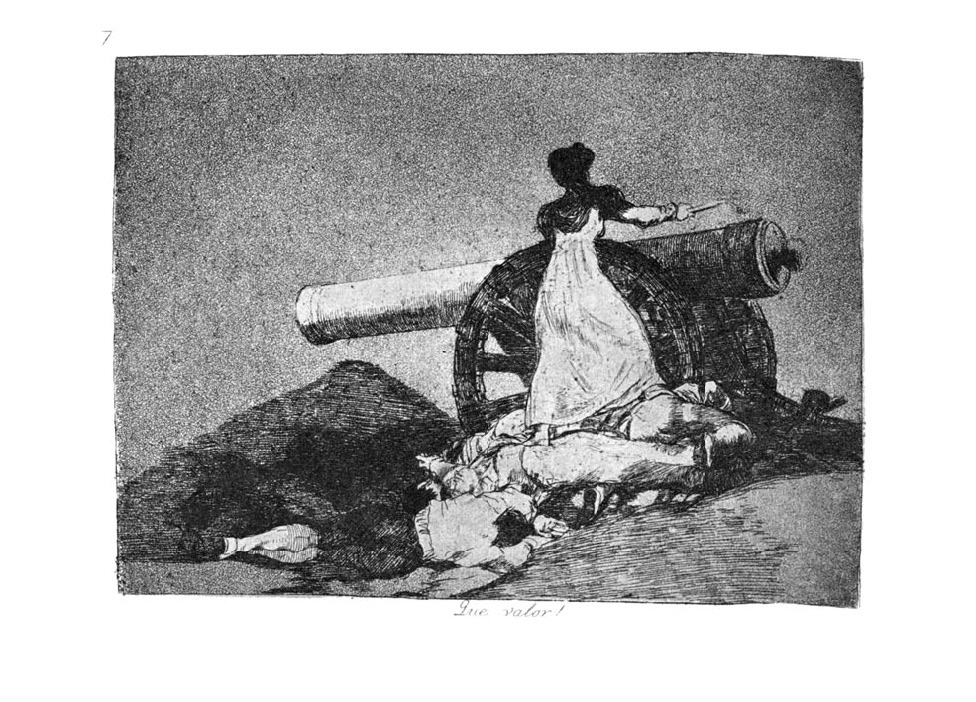
«Яка мужність !», (№ 7)

Гойя повністю відмовився від показу ефектних батальних сцен з вершниками, атаками, димами від гармат. Але зовсім не приховує жахи війни, яка увійшла навіть в оселі простих іспанців, що захищають своїх близьких домашнім реманентом, що кидаються на озброєних завойовників з ножами. Серед найкращих зразків спротиву наполеонівським воякам — аркуш «Яка мужність!», де Гойя уславив героїчний вчинок Марії Агостіни з Сарагоси. Коли повбивали чоловіків, вона стала до гармати як простий артилерист і продовжила бій з боку мешканців блокованого міста.
Частка аркушів з осудом забобонів («Несуть статуї святих»), частка — з алегоріями.

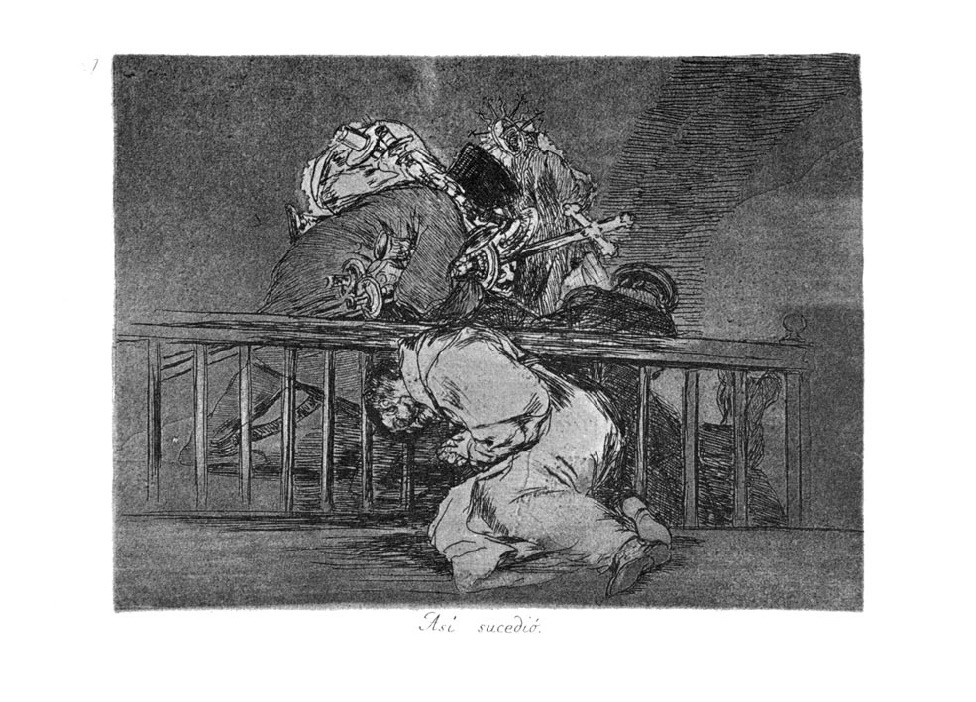
Ось що сталося (Пограбування храму, № 47 )
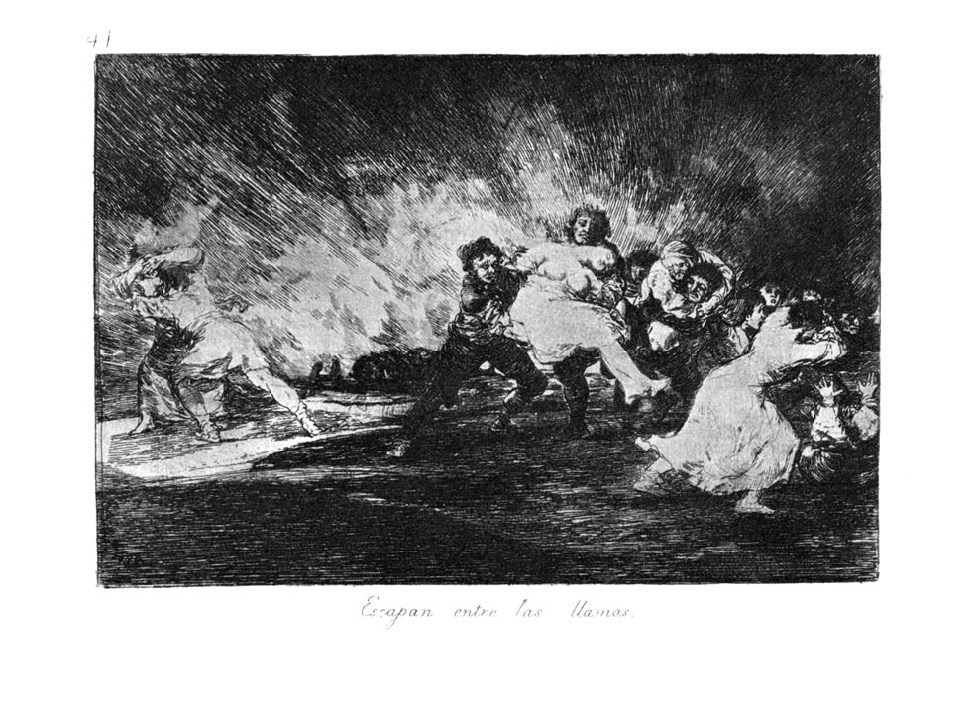
Вони біжать через полум'я ( № 41 )
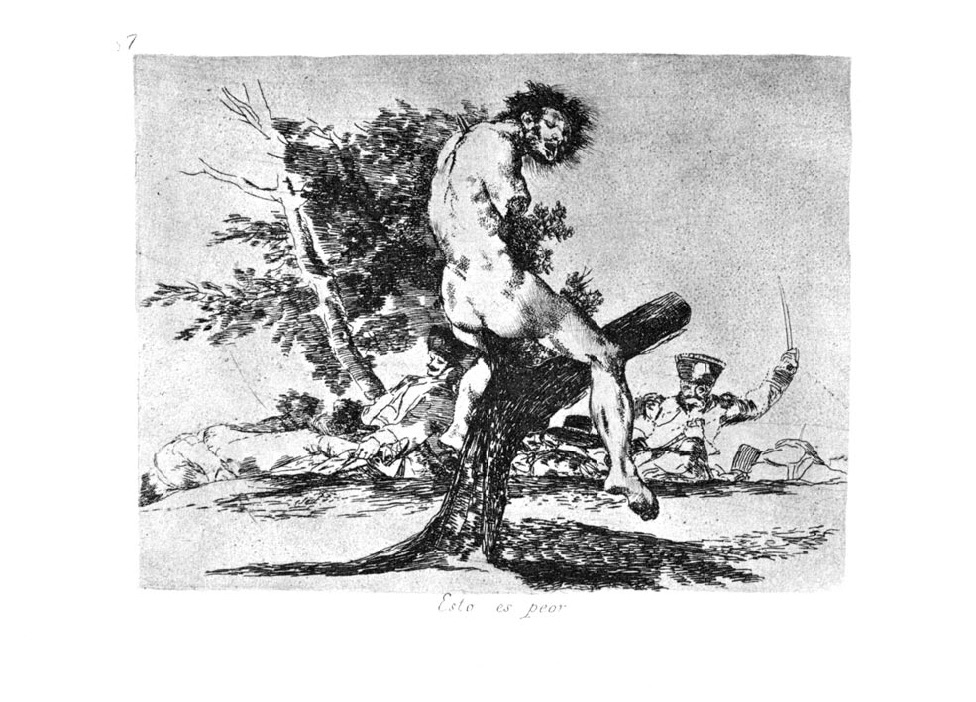
Найгірше (№ 37)
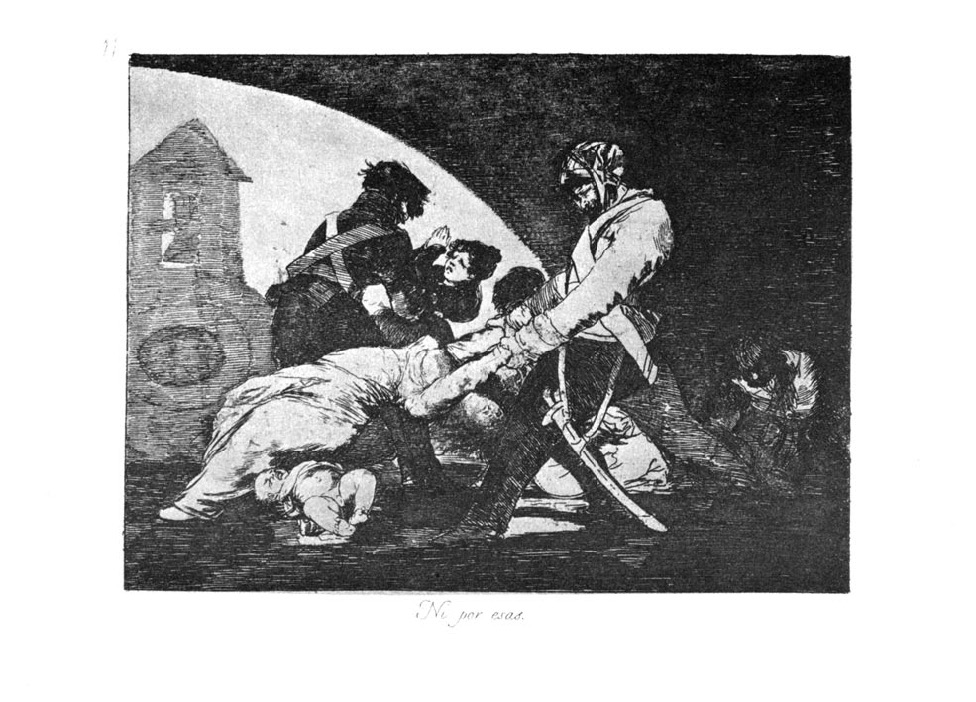
Французи ґвалтують іспанських жінок ( № 11 )
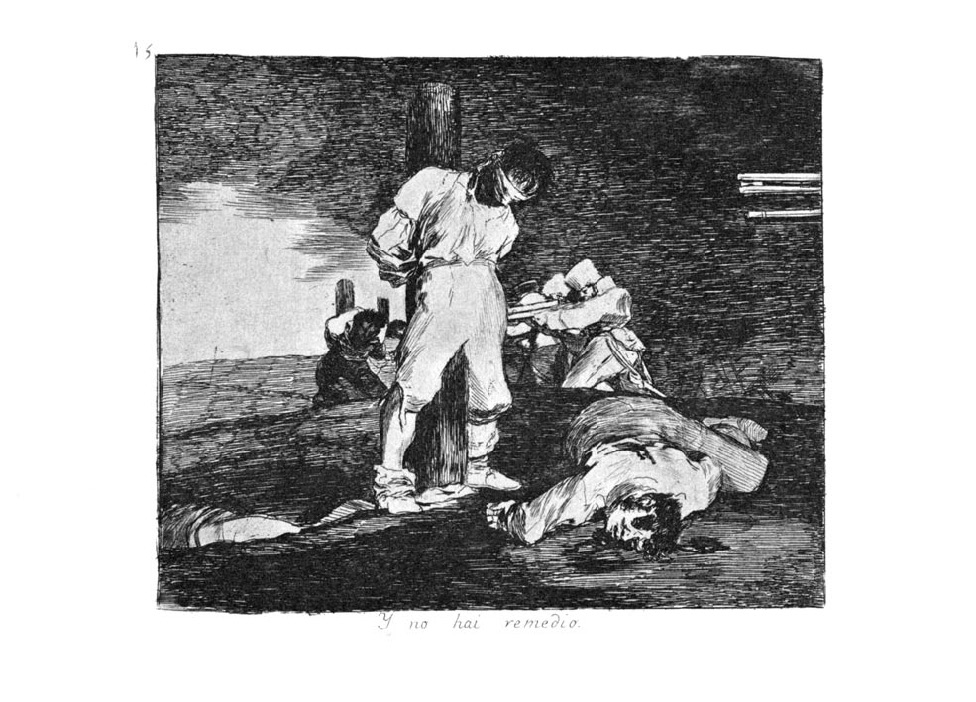
Допомогти неможливо (№ 15)
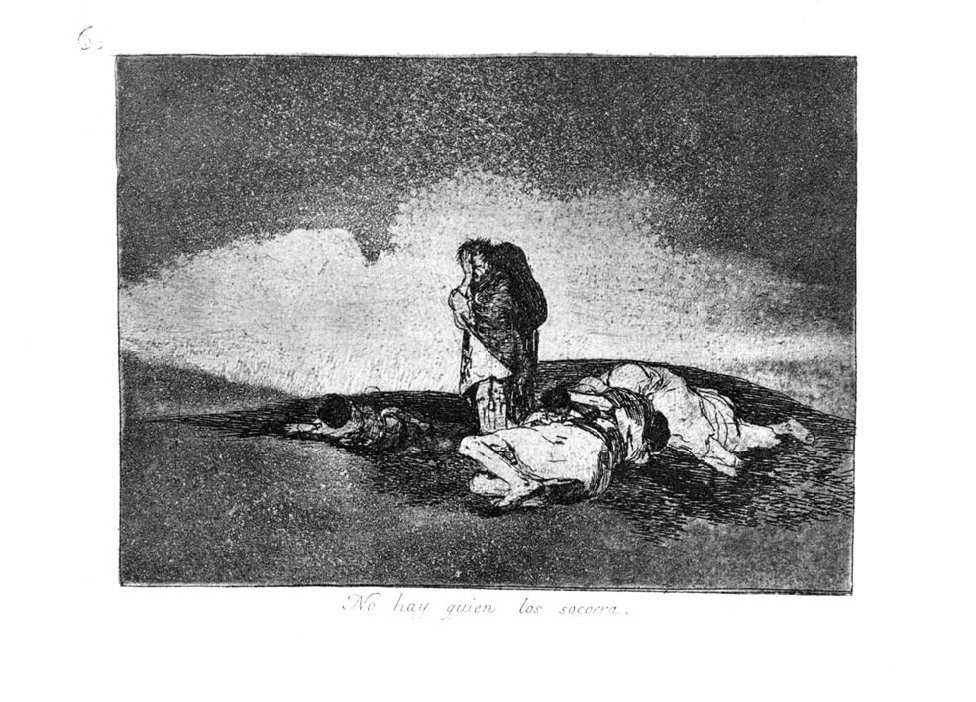
Нема жодного, хто б допоміг їм (№ 60)

## Офорти Шевченка
Техніку офорту використав Т. Шевченко для виготовлення задуманого ним періодичного видання «Живописна Україна». Найбільш відомою у цьому виданні є перша ілюстрація до не виданої ще на той час (1844 рік) «Історії Русів» — «Дари в Чигрині»
Т.Шевченко був одним із зачинателів і першим видатним майстром офорту в Російській імперії. Недаремно сучасники називали його «російським Рембрандтом». Митець прекрасно володів різними методами графічного зображення, чудово
поєднував офорт і акватинту. Саме за мистецтво гравюри Тараса Шевченка удостоїли звання академіка.
Постійний контакт з агресивними речовинами небезпечний для майстрів. Тому у 20 ст. офорт має обмеження в використанні.

## Зразки офортів

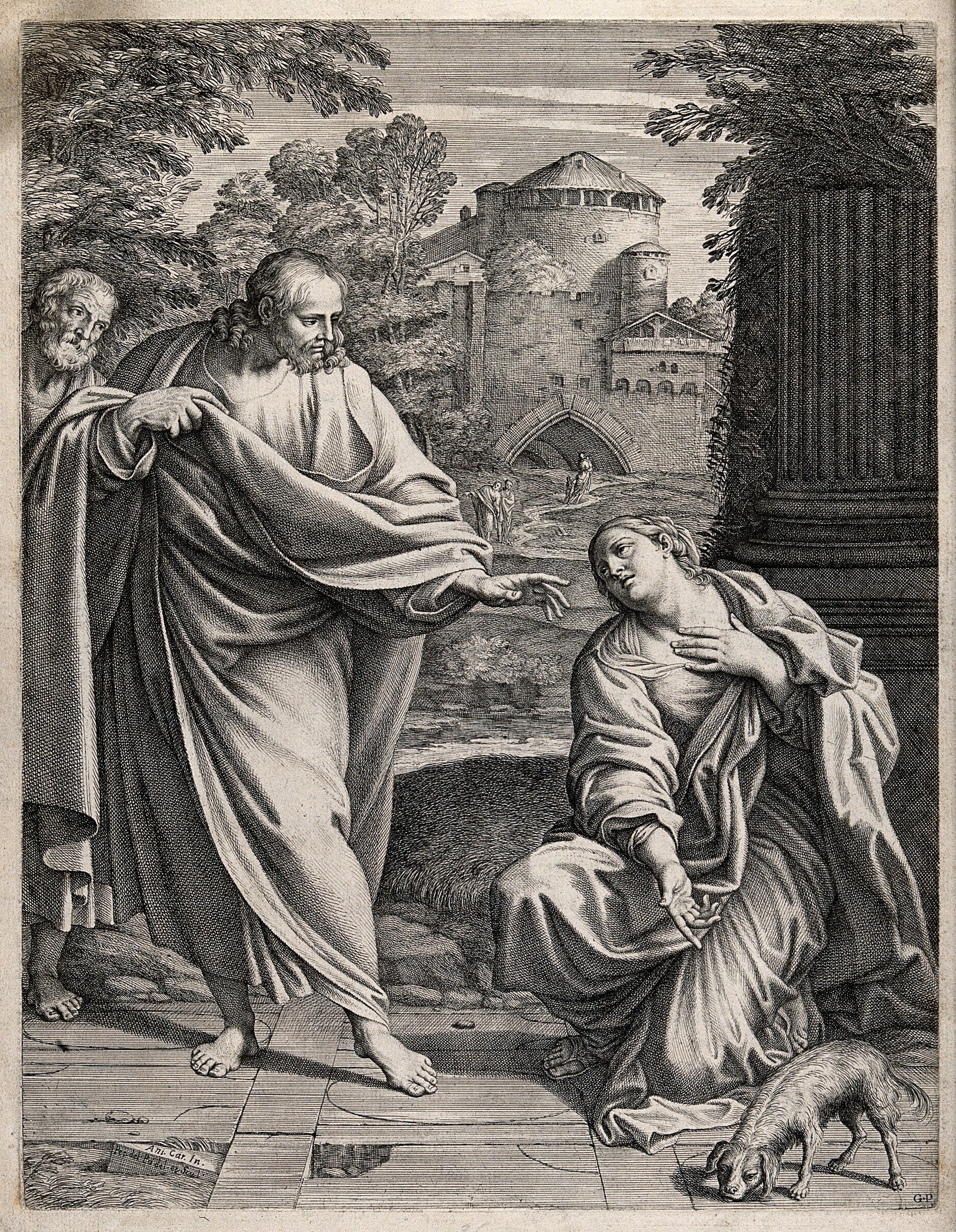
П'єтро дель По. «Христос лікує хвору жінку», середина 17 ст.
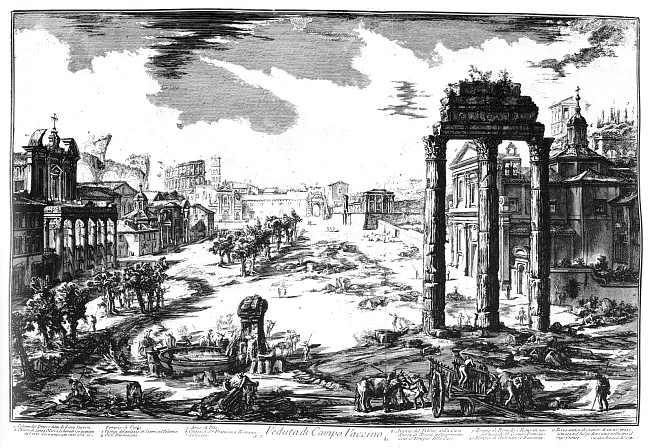
Піранезі. «Храм Кастора і Поллукса», Рим.
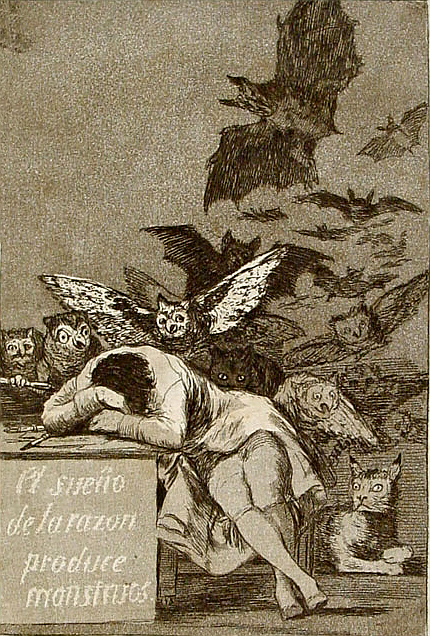
Гойя, офорт «Сон розуму породжує чудовиська»
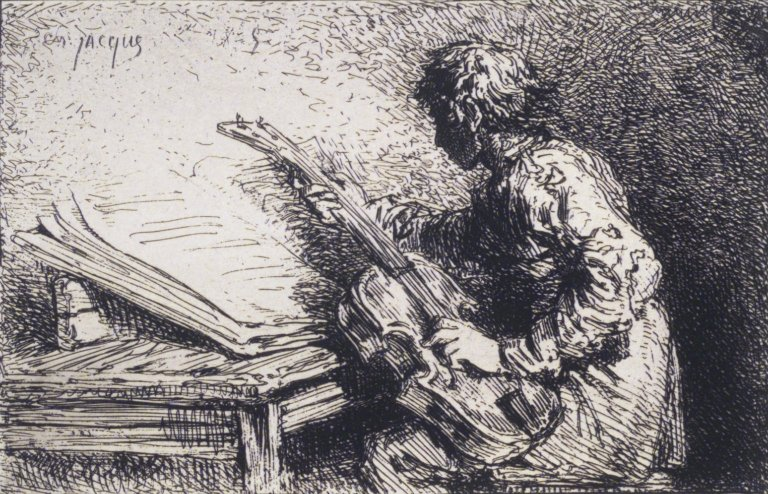
Шарль Жак. «Музикант», офорт бл. 1847 р., Бруклінський музей
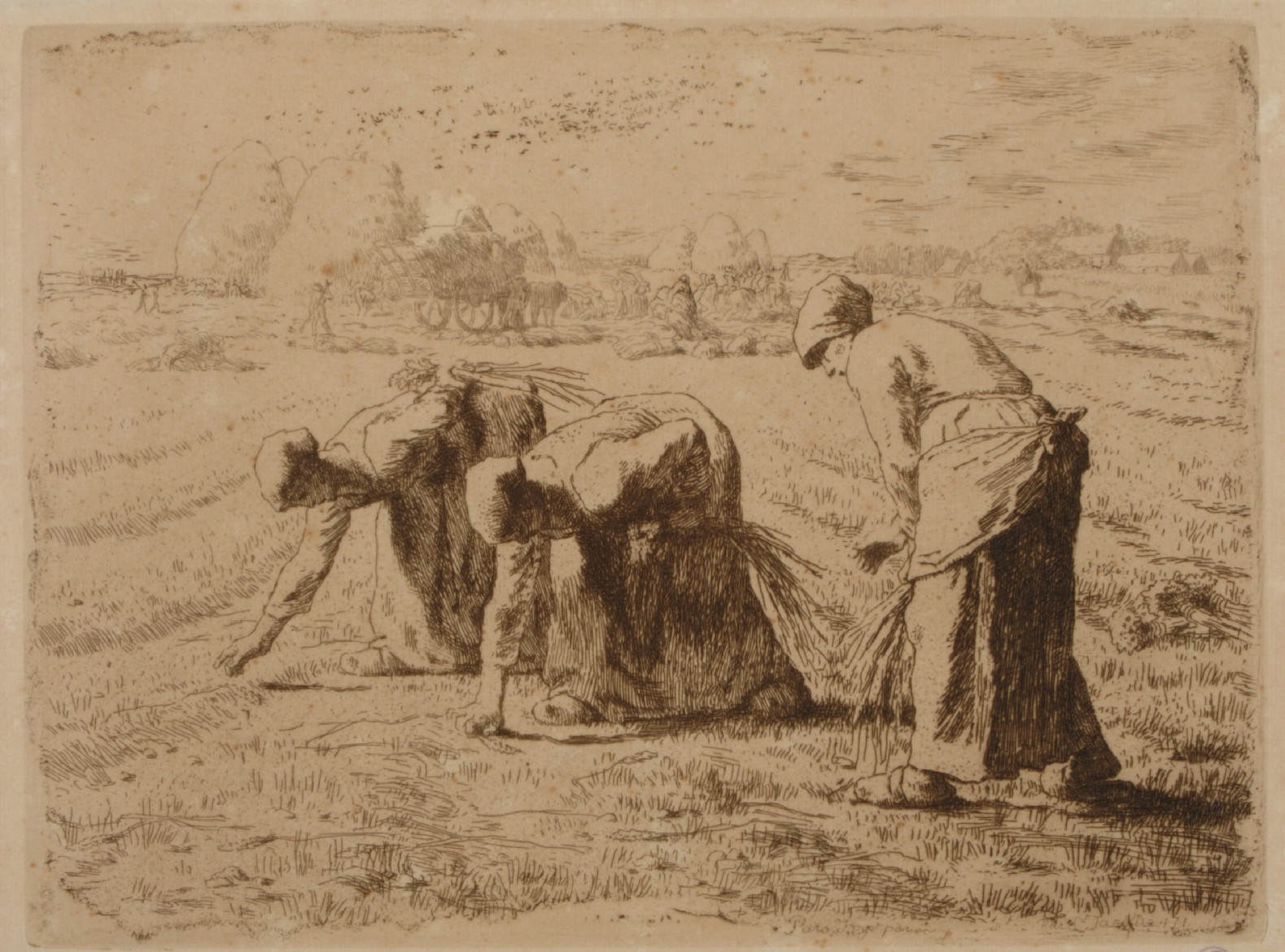
Франсуа Мілле. «Збирачки колосся»,офорт, після 1857 р.
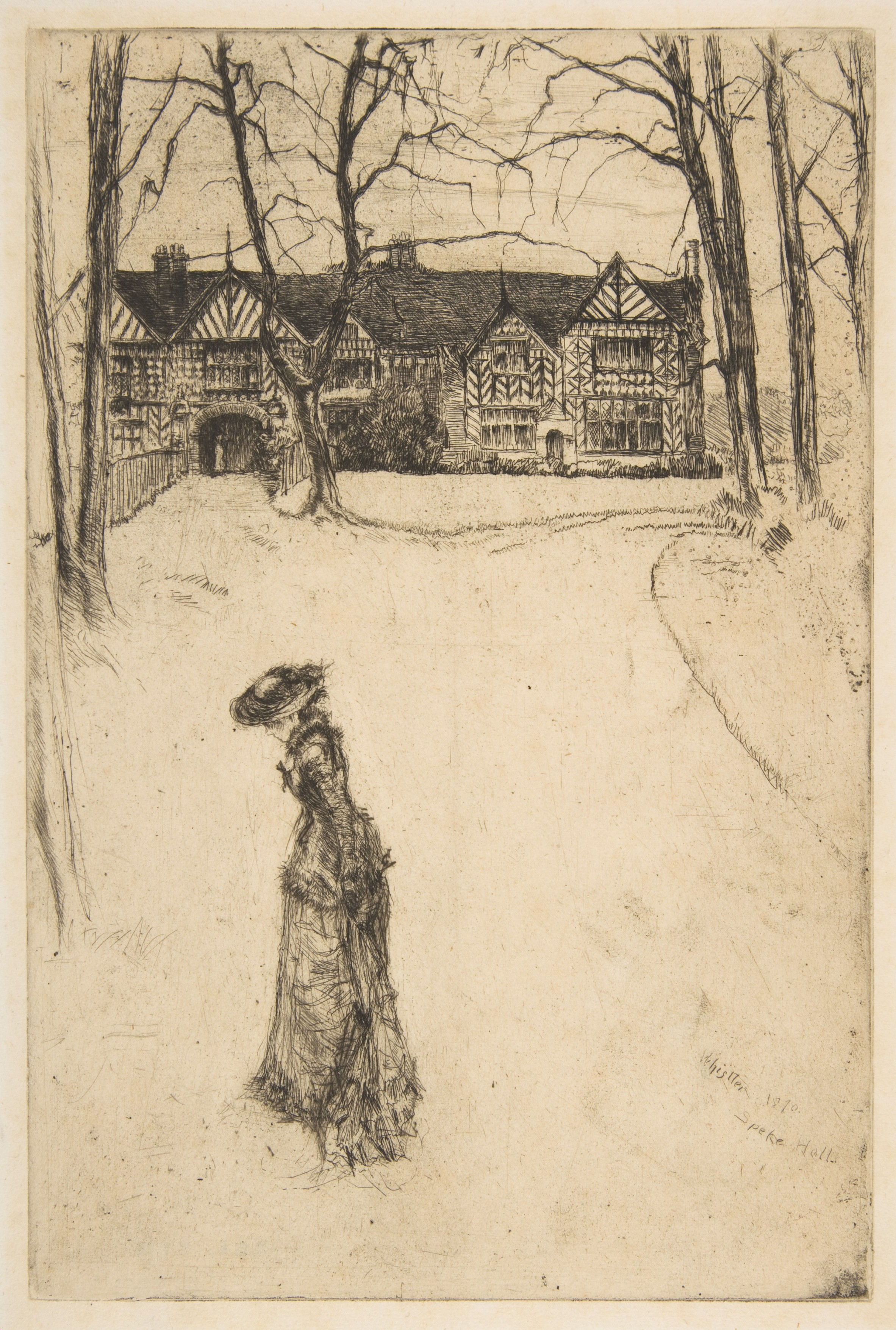
Джеймс Вістлер.  «Спік Холл», 1870 р.
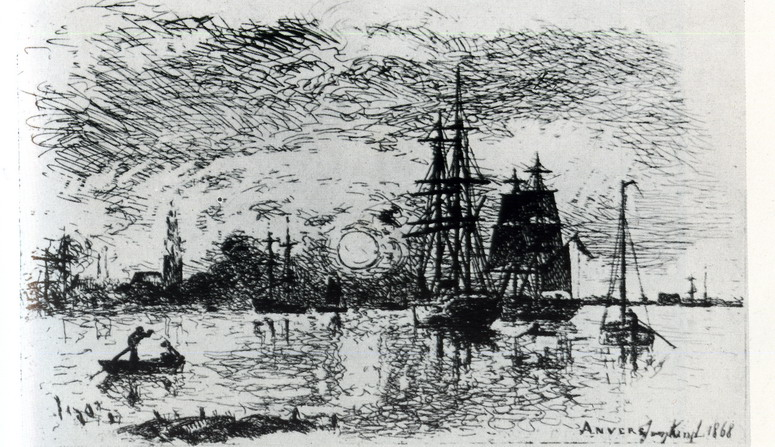
Йоган Бартольд Йонкінд. «Захід сонця в порту Антверпена», офорт 1868 р.
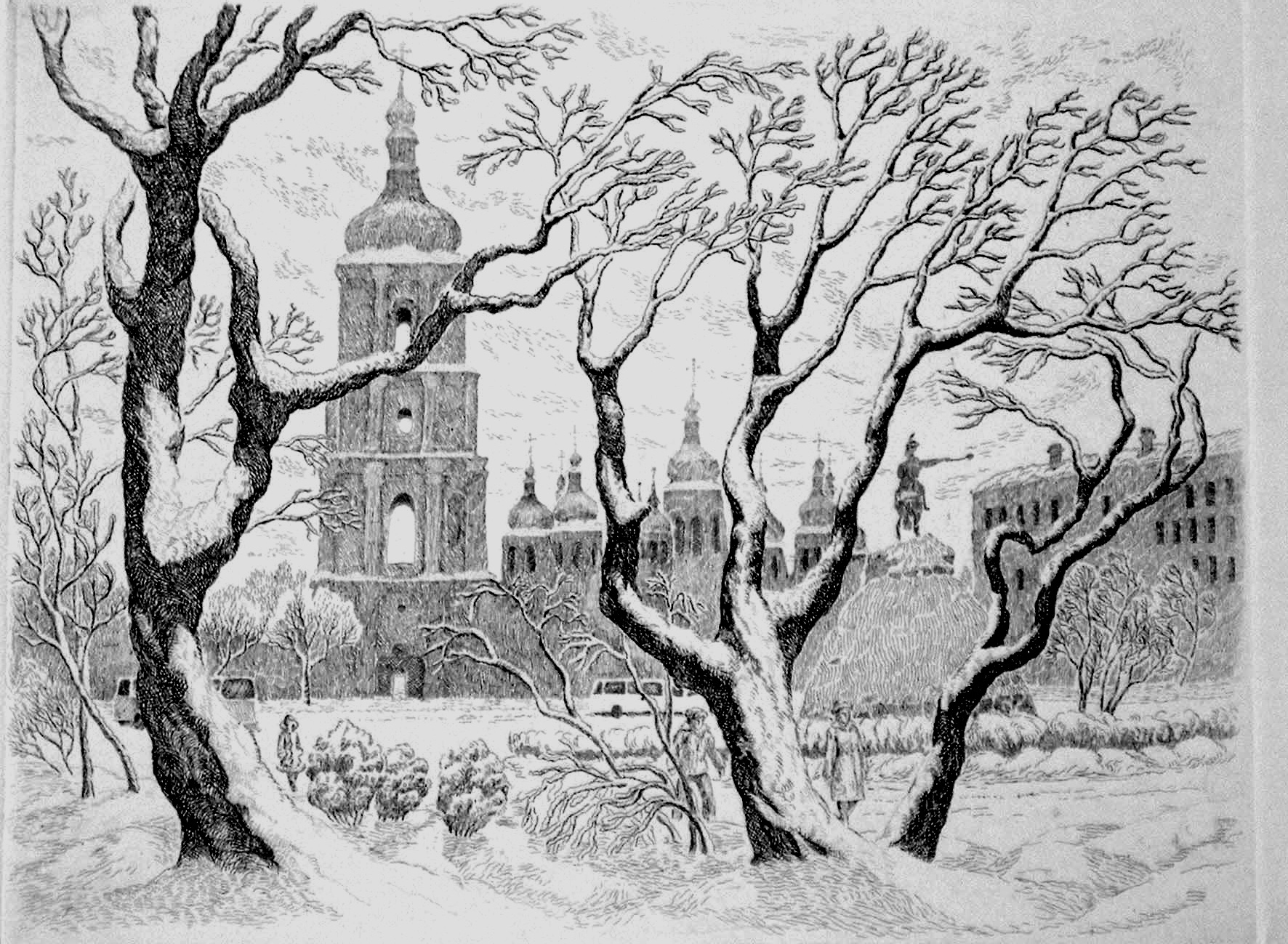
Міхеєв Павло Михайлович «Софіївська площа». Офорт.
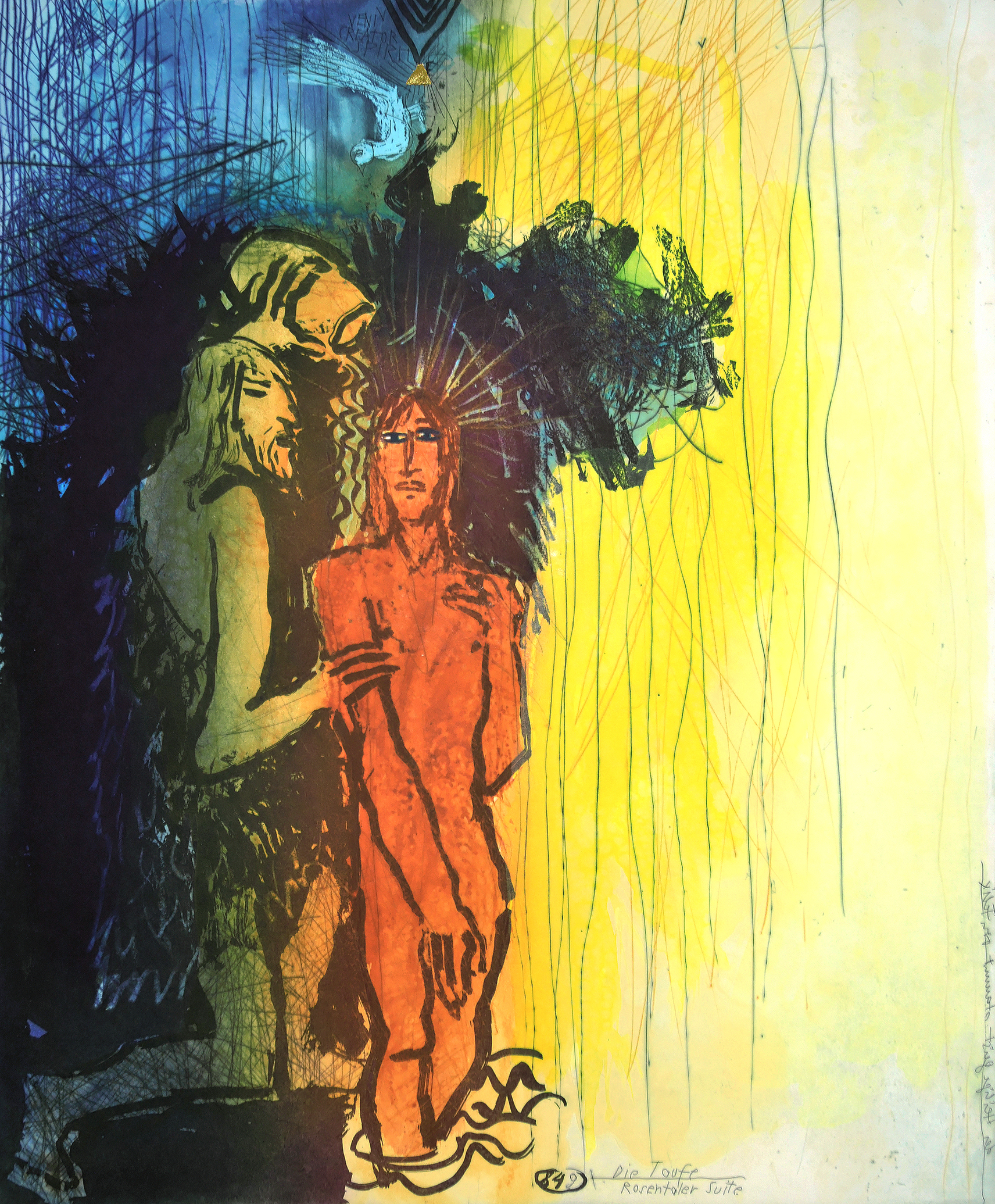
Аді Гольц. «Хрещення в Йордані», кольоровий офорт
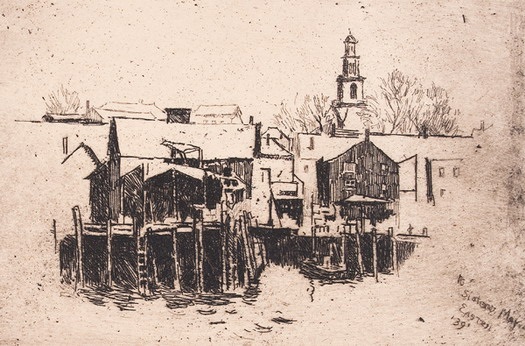
Джордж Обертейфер. «Куточок міста Глостер у штаті Массачусетс, США», офорт 1939 р.

## Відкриття літографії

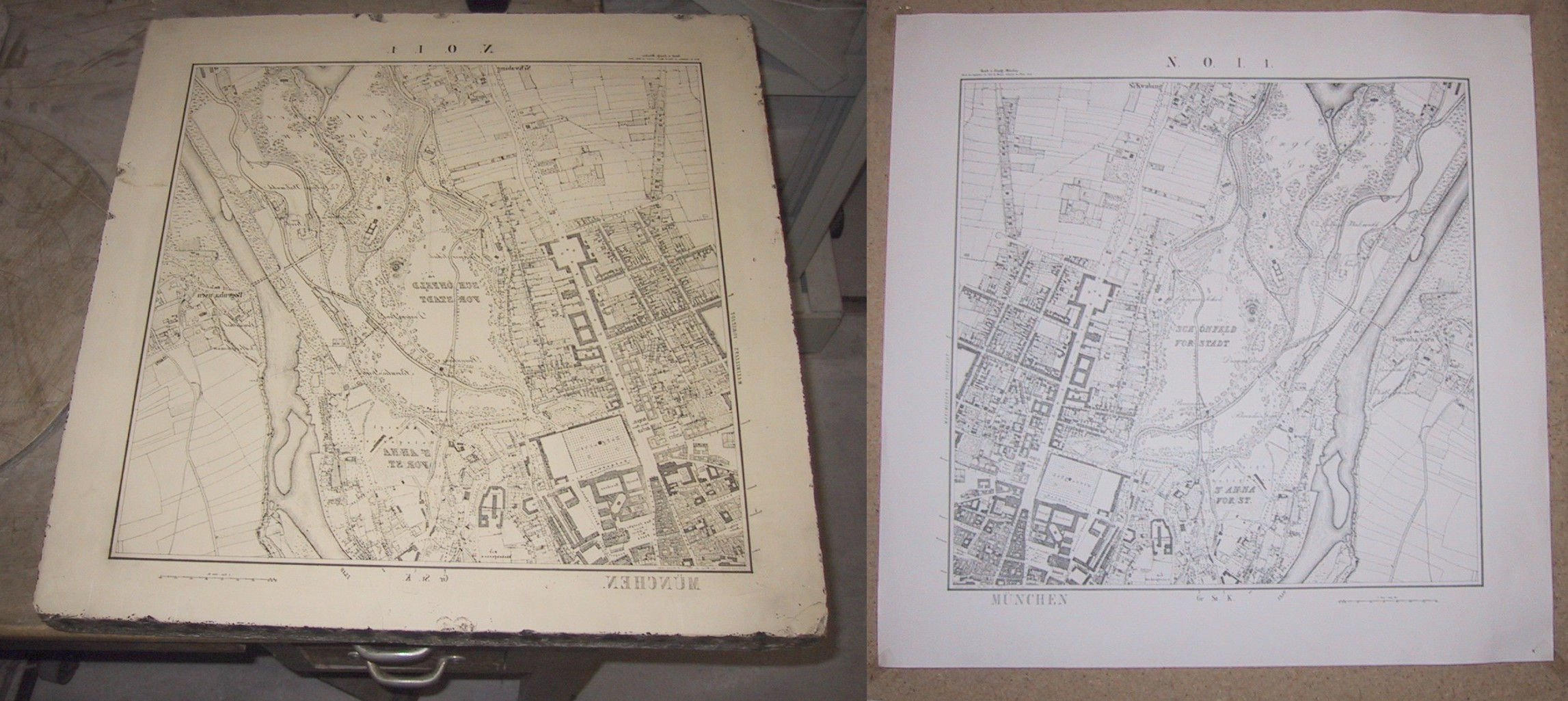
Фото літографського каменя і літографії — мапи Мюнхена.

Винахідники пішли шляхом вдосконалення та відкриття нових засобів гравіювання. Цікавою та досить безпечною є літографія (літос — камінь, графо — писати). Йоган Алоїз Зенефельдер з міста Мюнхен близько 1798 р. винайшов цю техніку. В Мюнхені 1806 р. Зенефельдер відкрив першу літографську майстерню, а в 1818 р. надрукував підручник для літографів. Наклад з друкарської форми літографського каменю перевищував всі інші техніки гравіювання на той час. У 19 ст. літографія поширилася надзвичайно. Користувалися літографією визначні митці 19 ст. Оноре Дом'є, Адольф фон Менцель, Ежен Віктор Делакруа, Теодор Жеріко, Едуар Мане, Анрі Тулуз-Лотрек, Каміль Піссарро та інші.
На поверхні каменю (мармуру, пісковику або металевої пластини) малюють жирним олівцем чи тушшю. Наносять фарбу, а потім роблять відбитки на папері. Виникла й кольорова літографія. Уславлений майстер кольорової літографії Ханс Ерні (1909—2015). Шедеврами Ханса Ерні в літографії стали чорно-білий «Вакх на винограднику» 1955 р., кольорові «Дівчина з конем» 1972 р., «Земля» 1978 р., « Мелодія» 1984 р., «Художник та жіноча модель» 1993 р., «Люди та дельфіни» 2007 р.